# Michael Jace
Pour les articles homonymes, voir Jace (homonymie).
Michael Jace est un acteur américain né le 13 juillet 1962 à Paterson (New Jersey). Il est surtout connu pour interpréter l'agent Julien Lowe dans la série télévisée The Shield.
Le 1er juin 2016, il a été jugé et condamné à 40 ans de prison ferme pour le meurtre de sa femme.

## Biographie

### Jeunesse
Michael Jace a obtenu son diplôme et a joué dans des pièces de théâtre aux États-Unis. Il s'installe à Los Angeles pour devenir comédien.

### Carrière
Il obtient son premier rôle en 1996 dans la série Dangerous Minds pendant une unique saison. Puis il jouera dans le téléfilm de Michael Jordan dans le rôle du basketteur, avant d'obtenir un rôle dans The Shield. Il apparaîtra dans diverses séries comme Urgences, New York, police judiciaire, Nash Bridges et Amy.
Il a joué dans La Planète des singes en 2001, en 1994 dans Forrest Gump de Robert Zemeckis et en 1997 dans Boogie Nights de Paul Thomas Anderson.

## Affaires judiciaires

### Meurtre d'April Jace
L'épouse de Michael Jace, April Jace, a été retrouvée sans vie le 19 mai 2014 dans leur demeure de Los Angeles. Ce sont les voisins qui ont demandé assistance en entendant un coup de feu. Toutefois, TMZ affirme que Michael Jace a également appelé le 911 (numéro d'urgence) en indiquant qu'il avait tiré sur sa femme. Tout cela aurait débuté par une dispute conjugale. Le couple était marié depuis dix ans,. Michael Jace a avoué avoir lui-même tiré sur son épouse.
Le 1er juin 2016, il est jugé coupable du meurtre de sa femme et est condamné à la prison à perpétuité dont quarante années incompressibles.

## Filmographie

### Cinéma
- 1994 : Forrest Gump de Robert Zemeckis
- 1996 : Strange Days de Kathryn Bigelow
- 1996 : La Couleur de l'arnaque de Reginald Hudlin
- 1996 : Le Fan (The Fan) de Tony Scott
- 1997 : Boogie Nights de Paul Thomas Anderson
- 2000 : Les Remplaçants de Howard Deutch
- 2001 : La Planète des singes de Tim Burton
- 2003 : En sursis de Andrzej Bartkowiak
- 2006 : Rédemption de Phil Joanou

### Télévision
- 1993 : Brisco County (saison 1, épisode 26) : Sergent
- 1993 : New York Police Blues (saison 8, épisode 5) : Vernon McGee
- 1994 : Urgences (saison 4, épisodes 3 et 5) : Bill Nelson
- 1996 : Nash Bridges
- 1997 : Pensacola (saison 1, épisode 21) : Mace
- 1999 : Amy (saison 1, épisode 13 et saison 4, épisode 5) : M. Rhymers
- 2000 : Arabesque : L'heure de la justice : Sam
- 2002 - 2008 : The Shield : agent Julien Lowe
- 2002 : Impact imminent (Scorcher) : Mac Vaughn
- 2003 : Cold Case : Affaires classées (saison 3, épisode 20) : Andre Tibbs
- 2011 : Mentalist
- 2009 : Southland
- 2010 : Nikita
- 2010: Rizzoli et Isles -saison 1 épisode 3 (Malcolm)